# Meglio vedova
Meglio vedova è un film italiano del 1968 diretto da Duccio Tessari.

## Trama
La vicenda appare un confronto tra gli stereotipi culturali delle due grandi isole, la maggiore situata a nord della Manica e la maggiore situata nel sud del Mediterraneo, impreziosito dalla sfolgorante bellezza, di sapore normanno, della meravigliosa Virna Lisi.
Tom Proby, giovane ingegnere inglese rappresentante di una compagnia americana, è incaricato di verificare la possibilità di impiantare una raffineria di petrolio in una cittadina della Sicilia. La mafia locale è divisa in due fazioni: l’una, capeggiata dal barone Misceni, si oppone con tutti i mezzi all'iniziativa, l’altra, capeggiata da don Calogero Minniti, la sostiene ricorrendo a qualsiasi espediente per convincere lo straniero della fattibilità del progetto. La cosca di Minniti sembra destinata a prevalere quando l’Inglese, conosciuta la splendida e incantevole Rosa, figlia di don Calogero, inevitabilmente se ne innamora, fortunatamente corrisposto dalla ragazza, già promessa, però, dal padre al rivale. Il barone Misceni, allora, mirando alla vendetta ma anche alla stupenda giovane, ordina ai suoi “picciotti” di rapirla al fine di comprometterla in modo che ella sia poi costretta a sposarlo secondo le “regole d’onore” imposte dalla cultura siciliana. Liberata Rosa, nonostante l’isolano di oltre-Manica insista per sposare egualmente la ragazza, don Calogero, considerando l’onore della figlia e il proprio vincolati alle leggi dell’isola mediterranea, impone però a Rosa il matrimonio con Misceni. Celebrato il matrimonio nella disperazione dei due innamorati, don Calogero si dimostra capace di conciliare le leggi dell’amore e la felicità della figlia con le leggi dell’onore siciliano e all'uscita della chiesa un anonimo colpo di lupara fulmina provvidenzialmente il neo-sposo prevenendo la consumazione del matrimonio, e la non inconsolabile giovane vedova può sposare, nel pieno rispetto delle consuetudini siciliane, lo spasimante corrisposto.